# Gran Premio degli Stati Uniti d'America 2005
Il Gran Premio degli Stati Uniti 2005 è stata la nona prova della stagione 2005 del campionato mondiale di Formula 1. La gara, disputata domenica 19 giugno sull'Indianapolis Motor Speedway, nell'Indiana, venne vinta dal tedesco Michael Schumacher su Ferrari, all'ottantaquattresimo successo in carriera; Schumacher precedette all'arrivo il suo compagno di squadra, il brasiliano Rubens Barrichello, e il portoghese Tiago Monteiro su Jordan-Toyota.
La gara fu caratterizzata dalla presenza di solamente sei piloti al via a causa del ritiro alla fine del giro di ricognizione delle vetture gommate Michelin per problemi di sicurezza; la casa francese infatti non riteneva sufficientemente affidabili i propri pneumatici per la percorrenza ripetuta della curva finale sopraelevata a velocità di gara, specie dopo l'incidente occorso al tedesco della Toyota Ralf Schumacher nelle prove libere.
Subito prima della partenza, in un collegamento con l'inviato Ettore Giovannelli della Rai, il team principal della Renault Flavio Briatore affermò che le squadre che montavano le gomme Michelin erano in possesso di una lettera firmata dall’azienda che vietava alle squadre di correre per salvaguardare la sicurezza dei piloti. Lo stesso Briatore affermò che dopo le qualifiche, su suggerimento del fornitore e degli altri team dotati delle gomme francesi, si era cercato un accordo per installare una chicane prima della sopraelevata per rallentare le vetture e di far partire davanti le sei vetture gommate Bridgestone, ma la FIA non aveva accettato tale modifica al tracciato.

## Vigilia

### Aspetti sportivi

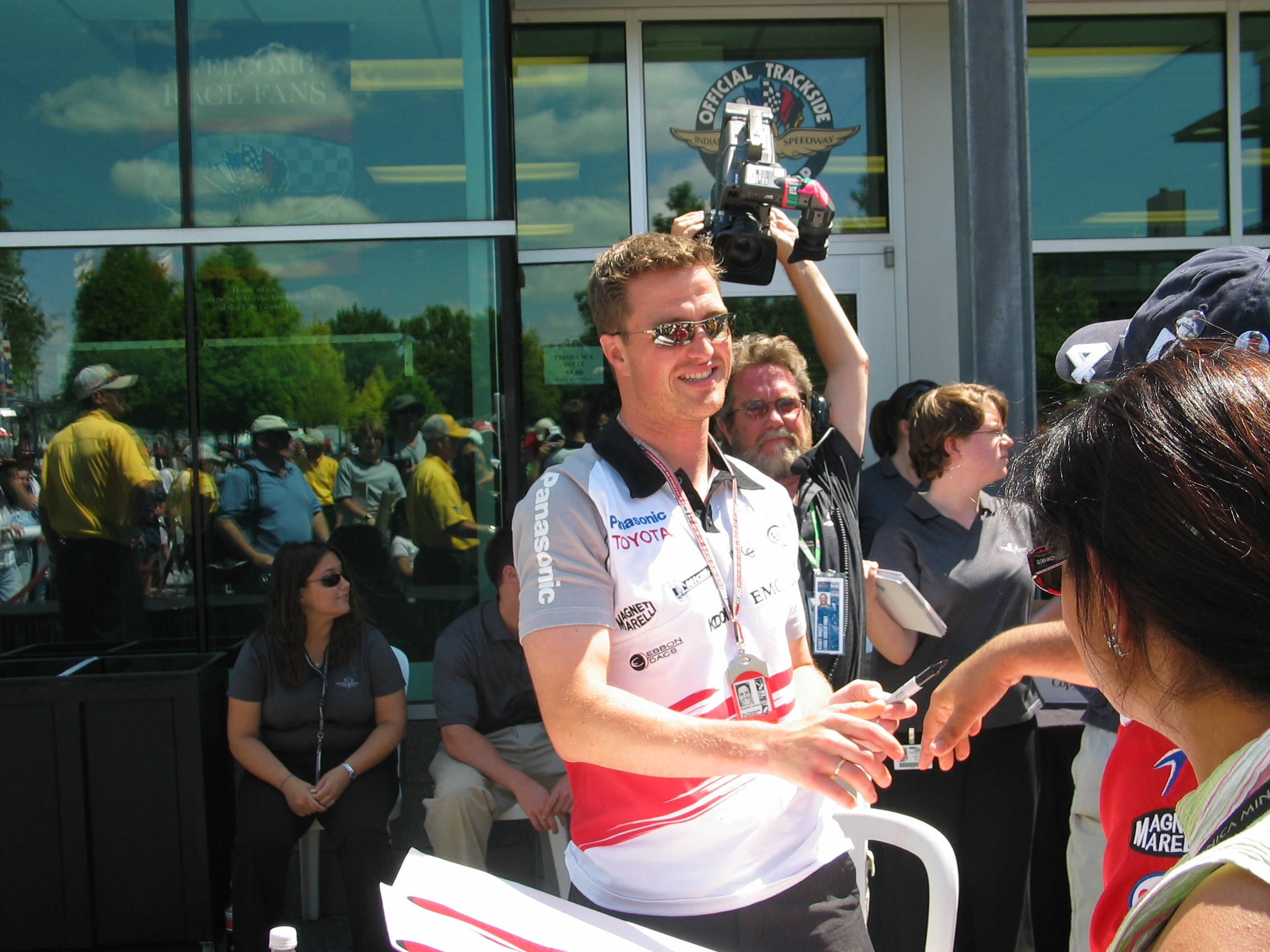
Ralf Schumacher, coinvolto nell'incidente sul banking che fin dalle prove libere del venerdì mise in dubbio la tenuta delle coperture Michelin.

Nel corso della seconda sessione di prove libere del venerdì Ralf Schumacher, a causa di un problema alla gomma posteriore sinistra, uscì di pista ad alta velocità all'uscita dell'ultima curva, impattando contro le barriere protettive; nonostante il pilota non avesse riportato particolari danni fisici, per precauzione gli fu impedito di ritornare in pista. Anche in occasione dell'edizione precedente Schumacher era stato protagonista, nel corso della gara, di un simile incidente nello stesso punto.
Il pilota tedesco venne sostituito dal terzo pilota Ricardo Zonta. Oltre al già citato Zonta, nel corso della sessione del venerdì scesero in pista anche Pedro de la Rosa per la McLaren, Scott Speed per la Red Bull e Robert Doornbos per la Jordan.

## Prove

### Risultati
Nella prima sessione del venerdì si è avuta questa situazione:
| Pos | Nº | Pilota             | Costruttore      | Tempo    | Gap    | Giri |
| --- | -- | ------------------ | ---------------- | -------- | ------ | ---- |
| 1   | 10 | Juan Pablo Montoya | McLaren-Mercedes | 1'12"027 |        | 6    |
| 2   | 38 | Ricardo Zonta      | Toyota           | 1'12"085 | +0"058 | 18   |
| 3   | 5  | Fernando Alonso    | Renault          | 1'12"666 | +0"639 | 10   |

Nella seconda sessione del venerdì si è avuta questa situazione:
| Pos | Nº | Pilota             | Costruttore      | Tempo    | Gap    | Giri |
| --- | -- | ------------------ | ---------------- | -------- | ------ | ---- |
| 1   | 10 | Juan Pablo Montoya | McLaren-Mercedes | 1'11"118 |        | 21   |
| 2   | 9  | Kimi Räikkönen     | McLaren-Mercedes | 1'11"228 | +0"110 | 24   |
| 3   | 2  | Rubens Barrichello | Ferrari          | 1'11"746 | +0"628 | 22   |

Nella prima sessione del sabato si è avuta questa situazione:
| Pos | Nº | Pilota             | Costruttore      | Tempo    | Gap    | Giri |
| --- | -- | ------------------ | ---------------- | -------- | ------ | ---- |
| 1   | 10 | Juan Pablo Montoya | McLaren-Mercedes | 1'10"726 |        | 4    |
| 2   | 1  | Michael Schumacher | Ferrari          | 1'11"769 | +1"043 | 11   |
| 3   | 2  | Rubens Barrichello | Ferrari          | 1'11"838 | +1"112 | 9    |

Nella seconda sessione del sabato si è avuta questa situazione:
| Pos | Nº | Pilota          | Costruttore      | Tempo    | Gap    | Giri |
| --- | -- | --------------- | ---------------- | -------- | ------ | ---- |
| 1   | 9  | Kimi Räikkönen  | McLaren-Mercedes | 1'10"643 |        | 12   |
| 2   | 3  | Jenson Button   | BAR-Honda        | 1'10"844 | +0"201 | 15   |
| 3   | 5  | Fernando Alonso | Renault          | 1'10"920 | +0"277 | 10   |

## Qualifiche

### Resoconto
Al termine delle qualifiche Jarno Trulli ottenne il miglior tempo riuscendo così a portare per la prima volta una Toyota in pole position: per il pilota italiano si trattava della terza partenza in prima posizione dopo quelle ottenute nei Gran Premi di Monaco e Belgio della precedente stagione. Subito dietro al pilota italiano si posizionò la McLaren di Kimi Räikkönen mentre il leader del campionato Fernando Alonso si qualificò in sesta posizione.

### Risultati
Nella sessione di qualifica si è avuta questa situazione:
| Pos | Nº | Pilota               | Costruttore      | Tempo    | Griglia |
| --- | -- | -------------------- | ---------------- | -------- | ------- |
| 1   | 16 | Jarno Trulli         | Toyota           | 1'10"625 | 1       |
| 2   | 9  | Kimi Räikkönen       | McLaren-Mercedes | 1'10"694 | 2       |
| 3   | 3  | Jenson Button        | BAR-Honda        | 1'11"277 | 3       |
| 4   | 6  | Giancarlo Fisichella | Renault          | 1'11"290 | 4       |
| 5   | 1  | Michael Schumacher   | Ferrari          | 1'11"369 | 5       |
| 6   | 5  | Fernando Alonso      | Renault          | 1'11"380 | 6       |
| 7   | 2  | Rubens Barrichello   | Ferrari          | 1'11"431 | 7       |
| 8   | 4  | Takuma Satō          | BAR-Honda        | 1'11"497 | 8       |
| 9   | 7  | Mark Webber          | Williams-BMW     | 1'11"527 | 9       |
| 10  | 12 | Felipe Massa         | Sauber-Petronas  | 1'11"555 | 10      |
| 11  | 10 | Juan Pablo Montoya   | McLaren-Mercedes | 1'11"681 | 11      |
| 12  | 11 | Jacques Villeneuve   | Sauber-Petronas  | 1'11"691 | 12      |
| 13  | 17 | Ricardo Zonta        | Toyota           | 1'11"754 | 13      |
| 14  | 15 | Christian Klien      | RBR-Cosworth     | 1'12"132 | 14      |
| 15  | 8  | Nick Heidfeld        | Williams-BMW     | 1'12"430 | 15      |
| 16  | 14 | David Coulthard      | RBR-Cosworth     | 1'12"682 | 16      |
| 17  | 18 | Tiago Monteiro       | Jordan-Toyota    | 1'13"462 | 17      |
| 18  | 21 | Christijan Albers    | Minardi-Cosworth | 1'13"632 | 18      |
| 19  | 19 | Narain Karthikeyan   | Jordan-Toyota    | 1'13"776 | 19      |
| 20  | 20 | Patrick Friesacher   | Minardi-Cosworth | 1'14"494 | 20      |

## Gara

### Resoconto

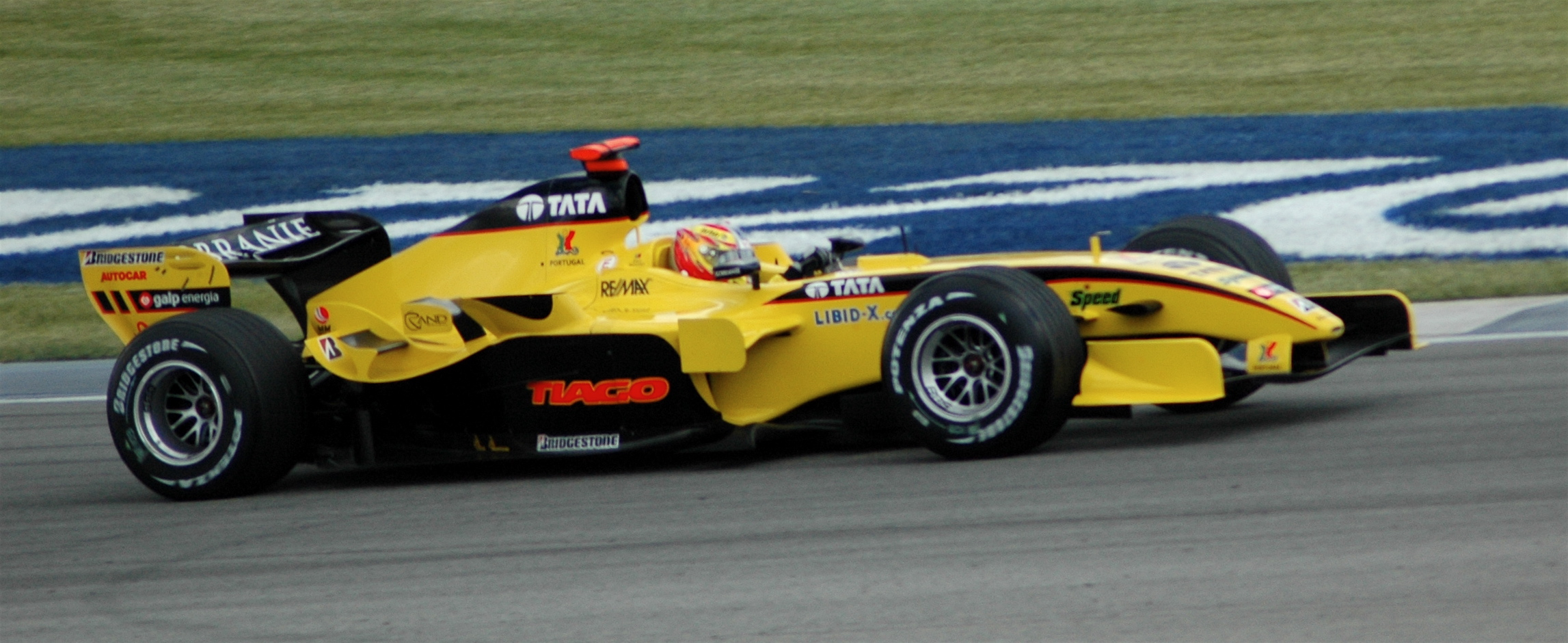
Tiago Monteiro, terzo al traguardo, ottiene l'unico podio della sua carriera in Formula 1 nonché l'ultimo nella storia della Jordan.

Fino a pochi minuti prima dell'inizio della gara la Michelin e la FIA si impegnarono per raggiungere un compromesso che permettesse il regolare svolgimento dell'evento, messo a rischio dai problemi d'affidabilità riscontrati dagli pneumatici francesi, senza però ottenere un risultato concreto. Tutte le vetture si schierarono comunque in griglia nei tempi previsti dal regolamento: apparentemente la gara si sarebbe corsa normalmente, nonostante i dubbi sull'affidabilità delle gomme francesi.
Al termine del giro di ricognizione però, con grande sorpresa del pubblico, le vetture gommate Michelin imboccarono tutte la corsia dei box, ritirandosi. La gara prese quindi il via in una atmosfera surreale e tra le contestazioni del pubblico presente sugli spalti, incredulo nel vedere appena sei vetture scattare dalla griglia, ovvero le due Ferrari, le due Jordan e le due Minardi, tutte gommate Bridgestone. Le monoposto faentine presero parte alla gara nonostante il patron Paul Stoddart avesse annunciato che, in caso di rinuncia delle squadre gommate Michelin, anche lui avrebbe ritirato le proprie vetture in segno di solidarietà: successivamente l'imprenditore australiano affermò che le sue vetture si schierarono perché la Jordan aveva a sua volta violato un accordo che avrebbe lasciato in griglia solo le due Ferrari. Subito prima della partenza, in un collegamento con l'inviato Ettore Giovannelli della Rai, il team principal della Renault Flavio Briatore affermò che le squadre che montavano le gomme Michelin erano in possesso di una lettera firmata dall’azienda che vietava alle squadre di correre per salvaguardare la sicurezza dei piloti. Lo stesso Briatore affermò che dopo le qualifiche, su suggerimento del fornitore e degli altri team dotati delle gomme francesi, si era cercato un accordo per installare una chicane prima della sopraelevata per rallentare le vetture e di far partire davanti le sei vetture gommate Bridgestone, ma la FIA non aveva accettato tale modifica al tracciato.
Già nelle prime fasi della gara i due piloti della Ferrari accumularono in breve tempo un vantaggio considerevole: l'unico momento di tensione ebbe luogo all'uscita dai box di Schumacher dopo il secondo pit stop, mentre sopraggiungeva il compagno: il tedesco resistette al tentativo di sorpasso di Barrichello, alla staccata della prima curva, con il brasiliano che fu costretto sull'erba, rientrando in coda a Schumacher, dove rimase poi fino al termine della gara.

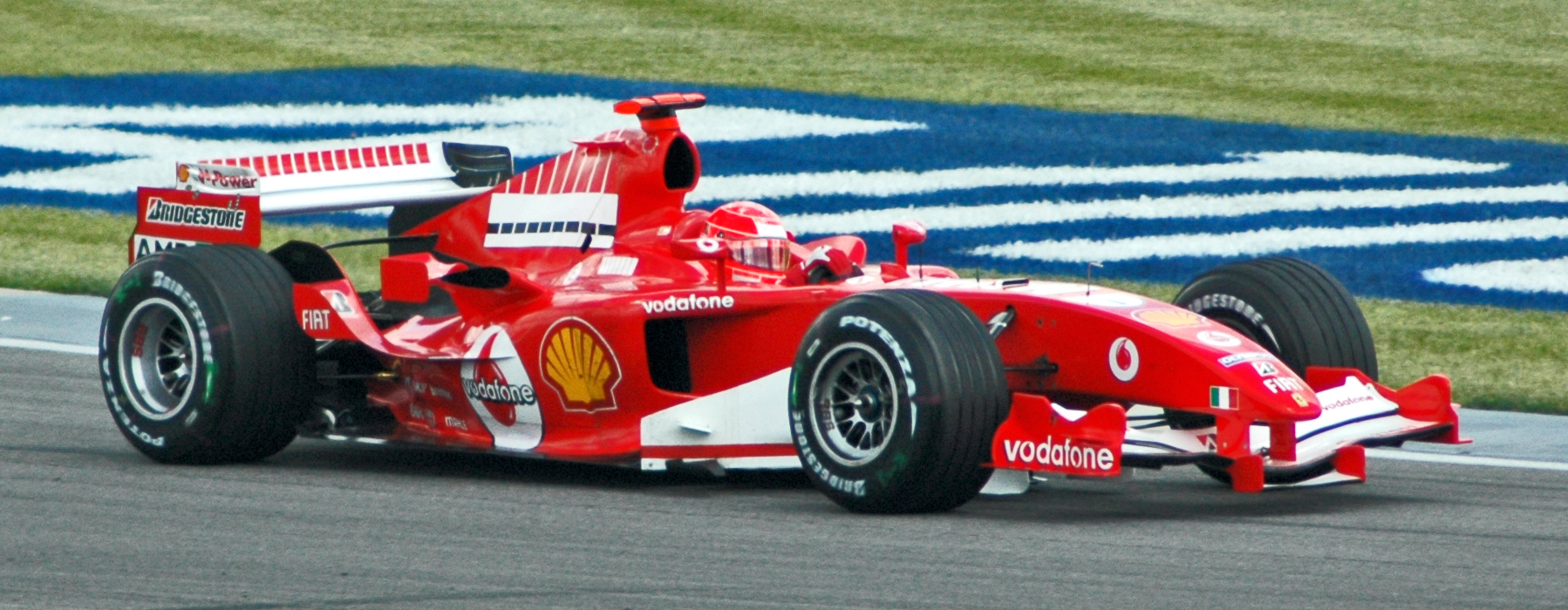
L'iridato uscente Michael Schumacher coglie a Indianapolis l'unico successo della sua stagione.

Anche per l'ultimo gradino del podio la situazione si definì sin dall'inizio della gara: Tiago Monteiro partì meglio del compagno e cominciò a staccarlo con regolarità, ottenendo il primo e unico podio della carriera, a un giro di distacco dal vincitore, così come il compagno Narain Karthikeyan, che dovette accontentarsi del quarto posto e del primato dei primi punti per un pilota indiano. Monteiro fu il primo pilota alla guida di una Jordan a salire sul podio dopo Giancarlo Fisichella al Gran Premio del Brasile 2003, nonché il primo portoghese ad andare a punti dopo Pedro Lamy al Gran Premio d'Australia 1995 e per la Jordan fu l'ultimo podio nella storia del team irlandese.
A un ulteriore giro di distacco si trovarono le due Minardi che ottennero punti molto preziosi per il mondiale costruttori in una gara in cui tutti coloro che avevano preso il via si concentrarono soprattutto a portare a termine la gara, sfruttando il ritiro delle altre scuderie. Per la Minardi fu l'ultimo arrivo in zona punti nella storia del team di Faenza.
A seguito delle molte polemiche, la Michelin decise di risarcire tutti i biglietti dell'evento e offrire ventimila biglietti per l'edizione 2006, distribuiti fra gli spettatori dell'edizione 2005. Il quotidiano tedesco Bild, invece, definì il Gran Premio degli Stati Uniti 2005 vinto da Michael Schumacher come "la gara del disonore". Per rivedere poche macchine in griglia di partenza bisognerà attendere ben 16 anni, nella ripartenza del Gran Premio d'Ungheria 2021, con Lewis Hamilton da solo in griglia di partenza mentre gli altri piloti partivano dalla pit lane.

### Risultati
I risultati del Gran Premio sono i seguenti:
| Pos | Nº | Pilota               | Costruttore      | Giri | Tempo/Ritiro      | Griglia | Punti |
| --- | -- | -------------------- | ---------------- | ---- | ----------------- | ------- | ----- |
| 1   | 1  | Michael Schumacher   | Ferrari          | 73   | 1h29'43"181       | 5       | 10    |
| 2   | 2  | Rubens Barrichello   | Ferrari          | 73   | +1"522            | 7       | 8     |
| 3   | 18 | Tiago Monteiro       | Jordan-Toyota    | 72   | +1 giro           | 17      | 6     |
| 4   | 19 | Narain Karthikeyan   | Jordan-Toyota    | 72   | +1 giro           | 19      | 5     |
| 5   | 21 | Christijan Albers    | Minardi-Cosworth | 71   | +2 giri           | 18      | 4     |
| 6   | 20 | Patrick Friesacher   | Minardi-Cosworth | 71   | +2 giri           | 20      | 3     |
| NP  | 16 | Jarno Trulli         | Toyota           | 0    | Ritiro volontario | –       |       |
| NP  | 9  | Kimi Räikkönen       | McLaren-Mercedes | 0    | Ritiro volontario | –       |       |
| NP  | 3  | Jenson Button        | BAR-Honda        | 0    | Ritiro volontario | –       |       |
| NP  | 6  | Giancarlo Fisichella | Renault          | 0    | Ritiro volontario | –       |       |
| NP  | 5  | Fernando Alonso      | Renault          | 0    | Ritiro volontario | –       |       |
| NP  | 4  | Takuma Satō          | BAR-Honda        | 0    | Ritiro volontario | –       |       |
| NP  | 7  | Mark Webber          | Williams-BMW     | 0    | Ritiro volontario | –       |       |
| NP  | 12 | Felipe Massa         | Sauber-Petronas  | 0    | Ritiro volontario | –       |       |
| NP  | 10 | Juan Pablo Montoya   | McLaren-Mercedes | 0    | Ritiro volontario | –       |       |
| NP  | 11 | Jacques Villeneuve   | Sauber-Petronas  | 0    | Ritiro volontario | –       |       |
| NP  | 17 | Ricardo Zonta        | Toyota           | 0    | Ritiro volontario | –       |       |
| NP  | 15 | Christian Klien      | RBR-Cosworth     | 0    | Ritiro volontario | –       |       |
| NP  | 8  | Nick Heidfeld        | Williams-BMW     | 0    | Ritiro volontario | –       |       |
| NP  | 14 | David Coulthard      | RBR-Cosworth     | 0    | Ritiro volontario | –       |       |

## Classifiche mondiali

### Piloti
| Pos | Pilota               | Punti |
| --- | -------------------- | ----- |
| 1   | Fernando Alonso      | 59    |
| 2   | Kimi Räikkönen       | 37    |
| 3   | Michael Schumacher   | 34    |
| 4   | Rubens Barrichello   | 29    |
| 5   | Jarno Trulli         | 27    |
| 6   | Nick Heidfeld        | 25    |
| 7   | Mark Webber          | 22    |
| 8   | Ralf Schumacher      | 20    |
| 9   | Giancarlo Fisichella | 17    |
| 10  | David Coulthard      | 17    |
| 11  | Juan Pablo Montoya   | 16    |
| 12  | Felipe Massa         | 7     |
| 13  | Tiago Monteiro       | 6     |
| 14  | Alexander Wurz       | 6     |
| 15  | Jacques Villeneuve   | 5     |
| 16  | Narain Karthikeyan   | 5     |
| 17  | Christijan Albers    | 4     |
| 18  | Pedro de la Rosa     | 4     |
| 19  | Christian Klien      | 4     |
| 20  | Patrick Friesacher   | 3     |
| 21  | Vitantonio Liuzzi    | 1     |

### Costruttori
| Pos | Costruttore      | Punti |
| --- | ---------------- | ----- |
| 1   | Renault          | 76    |
| 2   | McLaren-Mercedes | 63    |
| 3   | Ferrari          | 63    |
| 4   | Williams-BMW     | 47    |
| 5   | Toyota           | 47    |
| 6   | RBR-Cosworth     | 22    |
| 7   | Sauber-Petronas  | 12    |
| 8   | Jordan-Toyota    | 11    |
| 9   | Minardi-Cosworth | 7     |